# Анте Ерцег
Анте Ерцег (хорв. Ante Erceg, нар. 12 грудня 1989, Спліт) — хорватський футболіст, півзахисник та нападник клубу «Брондбю».

## Ігрова кар'єра
Вихованець команди «Спліт» з рідного міста, за який і дебютував у дорослому футболі 2008 року. Не пробившись до основного складу, 2010 року Ерцег був відданий в оренду в нижчоліговий клуб «Юнак» з міста Сінь. Після повернення в «Спліт» став частіше залучатись до матчів, взявши участь загалом у 100 матчах чемпіонату.
На початку 2016 року перейшов у турецький «Баликесірспор» з другого за рівнем дивізіону країни, проте вже влітку повернувся на батьківщину, ставши гравцем «Хайдука» (Спліт). 
Першу половину 2018 провів у складі «Шабаб Аль-Аглі» з ОАЕ, після чого став гравцем данського «Брондбю».
У 2020–21 роках грав на правах оренди у складі клубів «Есб'єрг» і «Осієк».